# Pur-sang (film)
Pour les articles homonymes, voir Pur-sang (homonymie).
Pour le film de Charles Brabin, voir Pur-sang (film, 1931).
Pour plus de détails, voir Fiche technique et Distribution.
Pur-sang (Thoroughbreds) est un thriller dramatique indépendant américain écrit et réalisé par Cory Finley et sorti en 2017.
Avant sa sortie, le film a été diffusé en avant-première au festival du film de Sundance en janvier 2017. Il est dédié à la mémoire de l'acteur Anton Yelchin, décédé quelques jours après la fin du tournage et dont il est le dernier film.

## Synopsis
Un soir dans une banlieue du Connecticut, Amanda euthanasie un cheval avec un couteau et se retrouve accusée de cruauté animale.
Quelques années plus tard, Amanda s'est coupée du monde et semble ne plus rien ressentir. Pour essayer de la faire se socialiser, sa mère l'envoie chez Lily, une fille populaire et bonne à l'école. Les deux adolescentes étaient meilleures amies enfants, mais se sont éloignées à la suite du décès du père de Lily.
Lily habite avec sa mère et son beau-père, Mark, qu'elle déteste. Ce dernier désire envoyer Lily en pension pour l'éloigner de sa mère et lui. Amanda demande à Lily si cette dernière a déjà pensé à tuer son beau-père. Dans un premier temps, Lily est choquée et se vexe, mais après une énième dispute, elle reconsidère l'idée.
Amanda et elle vont donc commencer à planifier le meurtre de Mark.

## Fiche technique
Sauf indication contraire, les informations mentionnées dans cette section peuvent être confirmées par la base de données cinématographiques IMDb,  présente dans la section « Liens externes ».
- Titre original : Thoroughbreds
- Titre français et québécois : Pur-sang
- Réalisation : Cory Finley
- Scénario : Cory Finley
- Direction artistique : Jeremy Woodward
- Décors : Kyra Friedman Curcio
- Costumes : Alex Bovaird
- Photographie : Lyle Vincent
- Montage : Louise Ford
- Musique : Erik Friedlander
- Casting : Douglas Aibel et Stephanie Holbrook
- Production : Andrew Duncan, Nat Faxon, Jim Rash, Alex Saks et Kevin J. Walsh
- Producteurs délégués : Declan Baldwin, Ted Deiker et Ryan Stowell
- Sociétés de production : June Pictures, B Story et Big Indie Pictures
- Société de distribution : Focus Features (Universal Pictures)
- Budget : 5,4 millions de dollars
- Pays d'origine :  États-Unis
- Langues originales : anglais
- Format : Couleur - 2.39 : 1 - son Dolby Digital
- Genre : Thriller dramatique
- Durée : 92 minutes
- Dates de sortie :
  -  États-Unis : 21 janvier 2017 (Festival du film de Sundance 2017) ; 9 mars 2018 (Sortie limitée)
  -  Canada /  Québec : 9 mars 2018
  -  France : 27 juin 2018 (Sortie limitée)

## Distribution
- Anya Taylor-Joy (VF : Prunelle Rulens ; VQ : Eloisa Cervantes) : Lily
- Olivia Cooke (VF : Livia Dufoix ; VQ : Kim Jalabert) : Amanda
- Anton Yelchin (VF : Pierre Le Bec ; VQ : Nicolas Bacon) : Tim
- Paul Sparks (VF : Jean-François Rossion ; VQ : Louis-Philippe Dandenault) : Mark
- Francie Swift (VF : Valérie Muzzi) : Cynthia
- Kaili Vernoff (en) : Karen
- Svetlana Orlova : la gouvernante de Lily
- Alyssa Fishenden : Jessica
- Jackson Damon : Phil
- James Haddad : Michael
- Source et légende : Version québécoise (VQ) sur Doublage.Qc.Ca[2].

Version française belge, dirigée par Géraldine Frippiat chez Dubbing Brothers.

## Production

### Genèse et développement
En 2016, June Pictures et B Story acquiert le scénario du film écrit par Cory Finley. Dans un premier temps, le scénariste destinait son scénario au théâtre pour en faire une pièce.
En avril 2016, Olivia Cooke, Anya Taylor-Joy et Anton Yelchin signent pour rejoindre la distribution du film. Il est également dévoilé que le scénariste du film, Cory Finley, s'occuperait également de la réalisation. Il s'agit du dernier film d'Anton Yelchin à la suite de son décès en juin 2016. Le film est dédié à sa mémoire.
Le 21 janvier 2017, le film est diffusé en avant-première au festival du film de Sundance. Peu de temps après, le studio Focus Features acquiert les droits de distribution du film et annonce sa sortie pour le début de l'année 2018.

### Tournage
Le tournage du film a débuté le 9 mai 2016 dans plusieurs villes du Massachusetts dont Cohasset, Tewksbury, Scituate, Westwood et Wellesley. Il s'est officiellement terminé le 5 juin.

## Accueil

### Critiques
Le film reçoit généralement des critiques positives. Sur le site agrégateur de critiques Rotten Tomatoes, il obtient un score de 87 % de critiques positives, avec une note moyenne de 7,2/10 sur la base de 118 critiques positives et 18 négatives. Il obtient le statut « Frais », le certificat de qualité du site.
Le consensus critique établi par le site résume que le film jongle entre plusieurs genres avec panache, offrant un thriller adolescent très bien écrit, rafraichissant et imprédictible.
Sur Metacritic, il obtient un score de 75/100 sur la base de 37 critiques.

### Box-office
| Pays ou région    | Box-office  | Date d'arrêt du box-office | Nombre de semaines |
| ----------------- | ----------- | -------------------------- | ------------------ |
| France            | 306 entrées | -                          | -                  |
| États-Unis Canada | 2 976 330 $ | 26 avril 2018              | 7                  |